# Otto Wilhelm Albert Suhr
Otto Wilhelm Albert Suhr (* 11. Juni 1902 in Lonwitz-Putbus; † 10. Januar 1948 auf der Akershus Festung) war ein deutscher Dolmetscher und Ermittler bei der Sicherheitspolizei (Sipo) in Oslo während des Zweiten Weltkriegs.

## Frühes Leben und Karriere
Suhr wurde am 11. Juni 1902 in Lonwitz-Putbus/Rügen, Deutschland, geboren. Er kam 1927 nach Norwegen und arbeitete als Monteur in einem norwegischen Unternehmen bis März 1943, als er zwangsweise als Dolmetscher zur Sipo in Oslo eingezogen wurde. Er diente als Dolmetscher im Referat IV 1a unter dem Kommandeur der Sicherheitspolizei und des Sicherheitsdienstes (KdS) in Oslo und fungierte auch als Ermittler bei der Sicherheitspolizei in Oslo.

## Kriegsverbrechen und Gerichtsverfahren
Im März 1943 wurde Suhr zwangsweise als Dolmetscher beim Sipo in Oslo eingezogen. Während seiner Dienstzeit beging er eine Reihe von schweren Folterfällen gegenüber Gefangenen und Befragten. Er wurde vom Landgericht wegen seiner Verbrechen zum Tode verurteilt. Jedoch wurde das Urteil vom Obersten Gerichtshof wegen fehlerhafter Anwendung von Gesetzesparagraphen aufgehoben.
Später wurde Suhr erneut zum Tode verurteilt, diesmal wegen Landesverrats und Folter gemäß Paragraph 86. Am 1. Oktober 1946 wurde er einstimmig wegen schwerer Folter vom Eidsivating Lagmannsrett zum Tode verurteilt, aber dieses Urteil wurde später am 18. Februar 1947 vom Obersten Gericht aufgehoben. Nach erneuter Verhandlung vor dem Eidsivating Lagmannsrett am 7. Juni 1947 wurde Suhrs Strafe am 2. Dezember 1947 vom Obersten Gericht auf den Tod verschärft. Das Oberste Gericht empfahl keine Begnadigung, und nachdem ein Gnadengesuch durch königliche Resolution vom 9. Januar 1948 abgelehnt wurde, wurde Suhr am 10. Januar 1948 auf der Akershus Festung in Oslo hingerichtet.

## Referenzen
1. ↑  Ingeborg Solbrekken: Gestapos mest ettersøkte nordmenn. Opera forlag, ISBN 978-82-92845-12-7.
2. ↑  Lars-Erik Vaale: Dommen til døden : dødsstraffen i Norge 1945-50. Pax, ISBN 978-82-530-2625-1.
3. 1 2  Berit Nøkleby: Krigsforbrytelser : brudd på krigens lov i Norge 1940-45. Pax, ISBN 82-530-2710-9.
4. ↑  Yngve Nedrebø: Bergensposten nr 1 -2005. årgang 8 (1000)., Nr. 8. Statsarkivet i Bergen.
5. ↑  Lars-Erik Vaale: En nødvendig anakronisme? : Stortinget og dødsstraffen 1945-1950. L.-E. Vaale.

| Personendaten    | Personendaten                                                                                                |
| ---------------- | --- |
| NAME             | Suhr, Otto Wilhelm Albert                                                                                    |
| KURZBESCHREIBUNG | deutscher Dolmetscher und Ermittler bei der Sicherheitspolizei (Sipo) in Oslo während des Zweiten Weltkriegs |
| GEBURTSDATUM     | 11. Juni 1902                                                                                                |
| GEBURTSORT       | Lonwitz-Putbus                                                                                               |
| STERBEDATUM      | 10. Januar 1948                                                                                              |
| STERBEORT        | Akershus-Festung                                                                                             |